# Otidognathus elegans
Espèce
Synonymes
Cyrtotrachelus elegans Fairmaire, 1878
Otidognathus elegans est une espèce de coléoptères appartenant à la famille des Dryophthoridae. Elle est trouvée aux Philippines.